# Ihaab Boussefi
Ihaab Boussefi (en árabe: إيهاب البوسيفي‎; Trípoli, Libia, 23 de junio de 1985) es un exfutbolista de Libia que jugaba en la posición de delantero centro.

## Carrera

### Club
| Periodo   | Club               |
| --------- | ------------------ |
| 2005-2006 | Al-Mustaqbal       |
| 2006-2009 | Al-Ittihad Tripoli |
| 2009-2010 | Al-Nasr Benghazi   |
| 2010-2011 | Al-Ittihad Tripoli |
| 2011-2012 | CS Hammam-Lif      |
| 2012-2013 | Al-Ittihad Tripoli |

### Selección nacional
Jugó para Libia en 16 ocasiones de 2006 a 2012 y anotó cinco goles; dos de esos goles los anotó en la Copa Africana de Naciones 2012.

## Logros
- Liga Premier de Libia (3): 2006–07, 2007–08, 2008–09,
- Copa de Libia (1): 2007, 2009
- Supercopa de Libia (4): 2006, 2007, 2008, 2009